# NPC1L1
NPC1L1 é um gene associado a doença de Niemann-Pick.

## Papel
A NPC1L1 é amplamente expressa nos tecidos humanos e está presente principalmente no fígado e no intestino delgado. Conhecer a NPC1L1, esclarece o funcionamento dos medicamentos contra o colesterol, serve de base para que drogas mais eficazes sejam desenvolvidas no futuro. A proteína NPC1L1 desempenha um papel crítico na absorção do colesterol no intestino.